# Sorge-Settendorf
Sorge-Settendorf ist ein Ortsteil der Landgemeinde Mohlsdorf-Teichwolframsdorf im Landkreis Greiz in Thüringen.

## Lage und Verkehr
Sorge liegt nordwestlich von Teichwolframsdorf an der Landesstraße 2338 etwas abseits im Thüringer Schiefergebirge. Settendorf liegt etwa einen Kilometer entfernt in einem Geländeeinschnitt und bildet die Verbindungsstraße in Richtung Berga/Elster. Die Fichthäuser gehören zu Sorge und liegen östlich des Ortes. Zaderlehde ist das Nachbardorf. Die zersplitterte Lage der Orte diente einst der effektiveren Bewirtschaftung der humus- und feinerdereichen Böden dieser Standorte. Die Landesstraße 2338 führt nach Teichwolframsdorf. Sorge und Settendorf werden von den Linien 20 und 21 der PRG Greiz bedient.

## Geschichte
Sorge wurde erstmals 1437 und Settendorf am 22. Februar 1448 urkundlich erwähnt.
Die Höfe oder Weiler waren und sind landwirtschaftlich geprägt. Durch den Uran-Bergbau der SDAG Wismut mussten Teile der Ortschaft dem Tagebau Culmitzsch weichen. 1951 verschwand der Ortskern von Sorge-Settendorf mit 21 Häusern, darunter drei Gaststätten, ein Fuhrgeschäft, Schmied, Glaserei, Landwirte. Der als Jugendlicher davon betroffene jetzige Greizer und ehemaliger Baudezernent von Greiz, Johannes Weiser, hat nach aufwendigen Recherchen in der Kirche Sorge-Settendorf 2007 eine Ausstellung dazu veranstaltet, welche in der Bevölkerung großes Interesse fand und Besucher auch von weit her verzeichnen konnte. Auch der Mitteldeutsche Rundfunk durch Radio- und Fernsehberichte sowie weite Teile der thüringischen Presse berichteten ausführlich darüber.
Sorge und Settendorf wurden am 1. Januar 1974 nach Teichwolframsdorf eingemeindet und wurde am 1. Januar 2012 der Ortsteil Sorge-Settendorf der Gemeinde Mohlsdorf-Teichwolframsdorf.

## Sehenswürdigkeiten

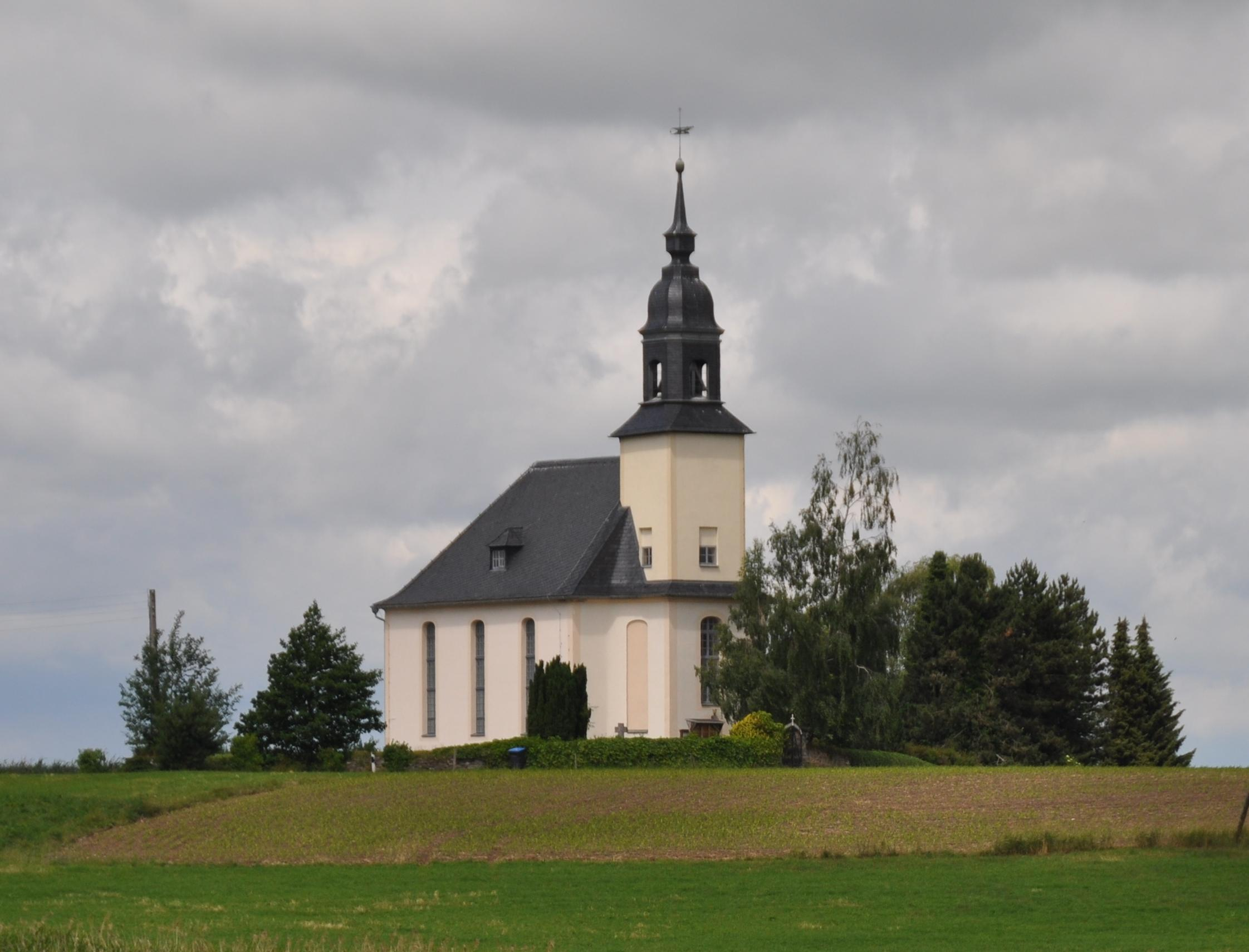
Dorfkirche Sorge-Settendorf

- Dorfkirche Sorge-Settendorf